# ロストフ地下鉄
ロストフ地下鉄（ロシア語:Ростовский Метрополитен）はロシア連邦のロストフ・ナ・ドヌにおいて計画中の地下鉄である。2008年10月に市当局が連邦政府の提案によりソ連時代の1980年代に立てられていた地下鉄建設計画を練り直した。連邦政府の財政的支援を得られれば2016年内にも建設が始まる予定である。

## 歴史
最初の建設計画は1970-80年代にさかのぼる。1991年に発行された地図では10駅から成り、ドン川の北岸に並行してロストフ・ナ・ドヌ国際空港に向かう14kmの路線が記されていた。2007年11月に計画が復活し、翌2008年に計画が修正された。2008年1月には市長代理が建設費用を1km当たり10億ルーブル、総計画費用はその3倍以上になると概算した。市当局は連邦政府からの財政援助を通常通りに受けられれば最初の建設区間の工期は13-14年程度になると見積もっている。しかしながら、現段階では資金不足により建設開始時期については決定されていない。

## 参照
1. ↑  “Pervaya vetka Rostovskogo metropolitena budet postroyena cherez 13-14 let (Первая ветка Ростовского метрополитена будет построена через 13-14 лет)” (ロシア語).   rostovgorod.ru. 2016年9月14日閲覧。